# Zühlen (Arendsee)
Zühlen ist ein Ortsteil der Stadt Arendsee (Altmark) und der Ortschaft Thielbeer im Altmarkkreis Salzwedel in Sachsen-Anhalt.

## Geographie
Zühlen, ein Straßendorf mit Kirche, liegt vier Kilometer südlich von Arendsee (Altmark). Durch den Ort verläuft in Nord-Süd-Richtung die Kreisstraße 1012 von Arendsee (Altmark) nach Heiligenfelde. Nördlich des Dorfes liegt das Waldgebiet Zühlener Holz mit dem 56 Meter hohen Johannisberg.
Die Nachbarorte sind Gestien und Neulingen im Nordosten, Gagel im Osten, Rathsleben im Südosten, Heiligenfelde im Süden, Kerkuhn im Südwesten, Thielbeer im Westen sowie Charlottenhof im Nordwesten.

## Geschichte

### Mittelalter bis 20. Jahrhundert
Zühlen wird am 16. September 1322 erstmals als villa Tzulen erwähnt, als der Knappe Heinrich von Garthow der Schulzin Lucia in Büssen zwei Hufen zu Zühlen als Lehn reicht.
Im Landbuch der Mark Brandenburg von 1375 wird der Ort als Tzulen aufgeführt, der dem Kloster Arendsee gehörte.
In einer Beschreibung aus dem Jahre 1804 werden für das 15 Hufen große Dorf 64 Einwohnern angegeben. Davon waren sieben Ganzbauern und zwei Halbkossäten. Neben zehn Feuerstellen gehörten auch 18 Morgen Fichtenholz zum Ort. Der Adressort war damals Arendsee und als Besitzer wurde das Domänenamt Arendsee genannt.
Noch im 20. Jahrhundert existierten die zum Dorf gehörige etwa zwei Kilometer nördlich gelegene Windmühle (rechts der Straße nach Arendsee am Waldrand) und eine Ziegelei (links der Straße).

### Eingemeindungen
Zühlen gehörte bis 1807 zum Arendseeischen Kreis in der Provinz Altmark; damals ein Teil der Kurmark der Mark Brandenburg, danach bis 1813 zum Kanton Arendsee im Königreich Westphalen. Am 1. Juli 1816 kam es in den Kreis Osterburg, den späteren Landkreis Osterburg im Regierungsbezirk Magdeburg in der Provinz Sachsen in Preußen.
Die Gemeinde Zühlen wurde am 20. Juli 1950 aus dem Landkreis Osterburg in die Gemeinde Thielbeer eingemeindet.
Ab 1994 zur Verwaltungsgemeinschaft Arendsee/Altmark und Umgebung gehörend, zählte der Ort vom 1. Januar 2005 bis zum 31. Dezember 2009 zur Verwaltungsgemeinschaft Arendsee-Kalbe.
Durch die Eingemeindung von Thielbeer in die Stadt Arendsee (Altmark) wurde Zühlen am 1. Januar 2010 ein Ortsteil der Stadt Arendsee (Altmark) in der Ortschaft Thielbeer.

### Einwohnerentwicklung
| Jahr | Einwohner |
| ---- | --------- |
| 1734 | 65        |
| 1774 | 52        |
| 1789 | 59        |
| 1798 | 58        |
| 1801 | 64        |
| 1818 | 36        |
| 1840 | 60        |
| 1864 | 69        |

| Jahr | Einwohner |
| ---- | --------- |
| 1871 | 74        |
| 1885 | 70        |
| 1892 | [00]59    |
| 1895 | 55        |
| 1900 | [00]61    |
| 1905 | 63        |
| 1910 | [00]62    |
| 1925 | 54        |

| Jahr | Einwohner |
| ---- | --------- |
| 1939 | 58        |
| 1946 | 91        |
| 2011 | 42        |
| 2012 | 42        |
| 2013 | 41        |
| 2014 | 43        |
| 2015 | 41        |
| 2016 | 40        |

| Jahr | Einwohner |
| ---- | --------- |
| 2017 | 27        |
| 2020 | [00]46    |
| 2021 | [00]45    |
| 2022 | [0]50     |
| 2023 | [0]50     |

Quellen, wenn nicht angegeben, bis 1946 2011–2017

## Religion
Die evangelische Kirchengemeinde Zühlen gehörte zur Pfarrei Arendsee. Heute gehört die Kirchengemeinde zum Kirchspiel „Am Arendsee“ im Pfarrbereich Arendsee im Kirchenkreis Stendal im Bischofssprengel Magdeburg der Evangelischen Kirche in Mitteldeutschland.

## Kultur und Sehenswürdigkeiten
- Ein Bauernhof und die evangelische Dorfkirche Zühlen sind als Baudenkmale ausgewiesen. Die neugotische Kirche ist eine Filialkirche der evangelischen Kirche in Arendsee.[15]